# Akademie věd
Toto je přehled akademií věd jednotlivých států.
| Země           | Název                                                      | Založena  |
| -------------- | ---------------------------------------------------------- | --------- |
| Austrálie      | Australian Academy of Science                              |           |
| Belgie         | Académie royale de Belgique                                | 1769      |
| Belgie         | Koninklijke Vlaamse Academie voor Wetenschappen en Kunsten |           |
| Brazílie       | Academia Brasileira de Ciências                            | 1916      |
| Bulharsko      | Bulharská akademie věd (Българска академия на науките)     | 1869      |
| Česko          | Česká akademie věd a umění                                 | 1890–1952 |
| Česko          | Československá akademie věd                                | 1953–1992 |
| Česko          | Akademie věd České republiky                               | 1993      |
| Čína           | Čínská akademie věd                                        | 1949      |
| Dánsko         | Královská dánská akademie věd a literatury                 | 1742      |
| Finsko         | Suomalainen Tiedeakatemia                                  | 1908      |
| Finsko         | Suomen Tiedeseura                                          | 1838      |
| Francie        | Académie des sciences                                      | 1666      |
| Gruzie         | Gruzínská národní akademie věd                             | 1941      |
| Indie          | Indian National Science Academy                            | 1934      |
| Irsko          | Královská irská akdemie                                    | 1785      |
| Itálie         | Accademia dei Lincei                                       | 1603      |
| Izrael         | Izraelská akademie věd a klasického vzdělávání             |           |
| Kanada         | Société royale du Canada                                   | 1882      |
| Korea          | The National Academy of Sciences                           |           |
| Kostarika      | Academia Nacional de Ciencias                              |           |
| Lucembursko    | Institut Grand-Ducal, Section des Sciences                 |           |
| Maďarsko       | Maďarská akademie věd                                      |           |
| Maroko         | Académie Hassan II des sciences et techniques              | 2006      |
| Německo        | Union der deutschen Akademien der Wissenschaften           | 1893      |
| Německo        | Německá akademie věd Leopoldina                            | 1652      |
| Nizozemsko     | Královská nizozemská akademie věd                          | 1938      |
| Norsko         | Norská akademie věd a literatury                           | 1857      |
| Polsko         | Polska Akademia Nauk                                       | 1951      |
| Polsko         | Polska Akademia Umiejętności                               | 1872      |
| Rakousko       | Österreichische Akademie der Wissenschaften                | 1847      |
| Rumunsko       | Rumunská akademie                                          | 1866      |
| Rusko          | Российская Академия Наук (Rossijskaja Akaděmija Nauk)      | 1724      |
| San Marino     | Akademio Internacia de la Sciencoj                         |           |
| Slovensko      | Slovenská akadémia vied                                    | 2006      |
| Španělsko      | Španělská královská akademie věd                           | 1847      |
| Švédsko        | Kungliga Vetenskapsakademien                               | 1739      |
| Švýcarsko      | Švýcarské akademie věd                                     | 1815      |
| USA            | American Academy of Arts and Sciences                      | 1780      |
| USA            | National Academy of Sciences                               | 1863      |
| Vatikán        | Pontificia Academia Scientiarum                            | 1838      |
| Velká Británie | Royal Society                                              | 1660      |
| Velká Británie | Royal Society of Edinburgh                                 | 1783      |
| Velká Británie | Academy of Medical sciences                                |           |